# Alain Nimegeers
Alain Nimegeers, né le 22 septembre 1957 à Bruxelles est un homme politique belge bruxellois, passé membre du MR depuis 2013, auparavant membre des Fédéralistes démocrates francophones (FDF). Il était également membre du cabinet de Daniel Ducarme, lorsqu'il était ministre-président du gouvernement  de la Région de Bruxelles-Capitale.

## Fonctions politiques
- Membre du Parlement de la Région de Bruxelles-Capitale (05.06.2003-14.07.2003) en remplacement de Armand De Decker
- Echevin à Bruxelles depuis 2001

## Scandales
En juillet 2018, il est accusé d’avoir promis une régularisation à un sans-papiers contre une rémunération. La RTBF a recueilli le témoignage de cet homme qui affirme, enregistrements à l’appui, qu’Alain Nimegeers lui aurait proposé des papiers en échange de 3.000 euros au début de l’année. L’homme n’aurait pu lui donner que 2.750 euros. Selon la DH, la démarche d’Alain Nimegeers ne serait pas neuve. L’ex-élu avait déjà été convoqué par la police en 2015 dans le cadre d’une plainte déposée par une personne en séjour illégal pour coups et blessures. La victime accusait l’ancien conseiller communal de lui avoir demandé de l’argent afin d’obtenir des papiers en règle. Le dossier a été classé sans suite. Nimegeers et deux hommes de main ont été arrêtées par le juge d'instruction pour suspicion de corruption, de fraude et de gangs.

On le retrouve aussi dans l'affaire du Samusocial.